# Paszporty w Chorwacji

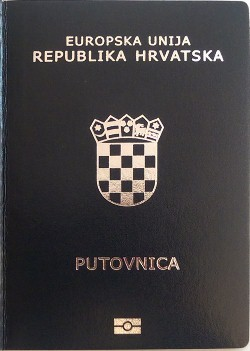
Okładka paszportu Chorwacji

Paszporty w Chorwacji – dokumenty paszportowe wydawane obywatelom Chorwacji w celu ich identyfikacji przy przekraczaniu granic i za granicą.

## Historia
Za czasów panowania Habsburgów wydawano paszporty w imieniu króla, na których widniało się godło Królestwa Chorwacji i Slawonii i były pisane w języku chorwackim i francuskim.
W latach 1945–1991, kiedy Chorwacja była częścią Jugosławii, wszystkie republiki w jej składzie, a także autonomiczne prowincje Kosowo i Wojwodina, drukowały własne odmiany paszportów jugosłowiańskich.
Od 8. października 1991 r. Chorwacja zaczęła wydawać własne paszporty, a paszporty jugosłowiańskie utraciły ważność 8 kwietnia 1993 r..
W 2000 r. wprowadzono paszporty czytelne maszynowo, a od 2009 r. zaczęto wydawać paszporty biometryczne.
Od 2015 r. wprowadzono nowy wzór paszportu, z zaznaczeniem członkostwa Chorwacji w Unii Europejskiej. 

## Wygląd
Wbrew umowie między państwami członkowskimi Wspólnoty Europejskiej z 1981 r., na mocy której zaleca się stosowanie koloru burgundzkiego wina na okładkach w celu wyróżnienia paszportów Unii Europejskiej, okładki paszportów chorwackich jako jedyne są ciemnoniebieskie. Powodem tego była niechęć kojarzenia paszportów chorwackich z jugosłowiańskimi, które miały kolor czerwony.
Okładka zawiera srebrne nadruki  EUROPSKA UNIJA, REPUBLIKA HRVATSKA oraz PUTOVNICA, a także godło Chorwacji i symbol paszportu biometrycznego.